# Bryum pygmaeum
Bryum pygmaeum är en bladmossart som beskrevs av C. Müller 1883. Bryum pygmaeum ingår i släktet bryummossor, och familjen Bryaceae. Inga underarter finns listade i Catalogue of Life.